# Bradley Birkenfeld
Bradley Charles Birkenfeld (geboren am 26. Februar 1965 in Brookline, Massachusetts) ist ein US-amerikanischer Bankmanager und Whistleblower, dessen Enthüllungen bei der Regierung der Vereinigten Staaten von Amerika zu einer massiven Betrugsuntersuchung gegen die Schweizer Bank UBS und anderen Banken geführt hat, die Steuerhinterziehung durch US-Steuerzahler ermöglicht haben.
Aufgrund seiner Informationen an die Behörden der Vereinigten Staaten gab das US-amerikanische Justizministerium im Februar 2009 bekannt, es habe eine Vereinbarung über die Aussetzung der Strafverfolgung mit der UBS getroffen, die einer Buße von 780 Millionen Dollar und der Herausgabe von vertraulichen Informationen über mögliche amerikanische Steuersünder zustimmte. Als Belohnung für die durch sein Whistleblowing erleichterte Eintreibung von Steuern erhielt Birkenfeld im September 2012 104 Millionen Dollar aus dem Whistleblower-Programm des Internal Revenue Service.
Diesen Rekordbetrag erhielt Birkenfeld weniger als sechs Wochen nach seiner Entlassung auf Bewährung aus dem Gefängnis, in dem er wegen Unterstützung eines seiner Klienten bei der Steuerflucht eingesperrt worden war. Obwohl der Staatsanwalt wegen seiner ständigen Mitarbeit mit den Bundesbehörden ein geringeres Strafmaß empfohlen hatte, wurde Birkenfeld im August 2009 zu 40 Monaten Gefängnis und 30.000 $ Geldstrafe verurteilt. Viele Interessengruppen weltweit kritisierten Birkenfelds Strafverfolgung und Verurteilung mit der Begründung, dass dies potentielle Whistleblower im Finanzsektor abschrecken würde. Birkenfeld wurde am 1. August 2012 aus dem Gefängnis in den offenen Vollzug in New Hampshire überstellt und am 29. November 2012 auf Bewährung entlassen.
Birkenfelds Enthüllungen führten zur Aushöhlung des legendären Schweizer Bankgeheimnisses. Dies begann, als die Schweiz ihr Bundesbankrecht 2009 unmittelbar nach dem UBS-Skandal änderte. Es kulminierte schließlich darin, dass die Schweiz am 15. Oktober 2013 offiziell ein Abkommen über gegenseitige Amts- und Rechtshilfe in Steuerangelegenheiten unterzeichnete. Dieses Abkommen, ein internationaler Steuervertrag mit fast 60 Unterzeichnern, der den Austausch von Steuerdaten zwischen Ländern erleichtert, bedeutet ein Rollback des Schweizer Status als Steueroase für Auslandsguthaben.
Die Schweizer Medien messen Birkenfelds Tat einen grundlegenden Wandel im Schweizer Bankverkehr zu. Nach der Belohnung Birkenfelds behauptete die Schweizer Zeitung Blick, „Birkenfeld war ein Segen für das Schweizer Finanzwesen“. Seine Enthüllungen hätten geholfen, den Wechsel in diesem Sektor weg vom „schmutzigem“ Geld zu beschleunigen, indem das Bankgeheimhaltungsgesetz, das die Steuerflucht ermöglicht, verurteilt wurde.
Birkenfeld hat das Schweizer Bankwesen mit Gangstertum („Racketeering“) verglichen. „Im Wesentlichen gehört das Bankgeheimnis in die Kategorie der organisierten Kriminalität – und die Schweizer Regierung, zusammen mit allen Schweizer Privatbankiers, sind Mitverschwörer.“
Birkenfelds Schlüsselrolle als Whistleblower im Finanzwesen wurde von „Tax Analysts“ anerkannt, als sie ihn zur Person des Jahres 2009 erklärte. „Tax Analysts“, eine gemeinnützige Organisation, die Finanzbeamten und Steuerberatern Informationen und Analysen zur Verfügung stellt, nannte Birkenfeld „den Benedict Arnold [Rebell und Überläufer] des privaten Bankwesens“ und fügte hinzu, er habe durch seine Enthüllungen über Steuerhinterziehung „im Alleingang“ gravierende Änderungen im globalen Steuersystem bewirkt, die Regierungen dazu gebracht hätten, Steuerbetrüger zu verfolgen.

## Jugend und Ausbildung
Birkenfeld wurde am 26. Februar 1965, in Brookline, Massachusetts, einem Vorort von Boston, geboren. Sein Vater war Neurochirurg. Birkenfeld besuchte die Thayer Academy, eine weiterführende Schule und graduierte 1988 an der Norwich Universität in Vermont. Viele der Mitschüler Birkenfelds in Norwich, der ältesten Kriegsakademie in den Vereinigten Staaten, gingen nach dem Hochschulabschluss gewöhnlich zum Militär, er aber entschied sich für eine Karriere im Finanzbereich. Er erhielt einen Master an der American Graduate School of Business in La Tour-de-Peilz, Schweiz.

## Bankkarriere
Birkenfeld begann seine Bankkarriere in der Abteilung Devisenhandel der State Street Bank & Trust in Boston. Birkenfeld behauptet, dass er das erste Mal als Whistleblower illegale Tätigkeiten während seiner Zeit bei der State Street verriet und sich 1994 an das FBI wandte. Die Informationen führten zu keiner Anklage. Er sagt, dass er ein Angebot, nach diesem Vorfall dem FBI beizutreten, ausschlug, jedoch ist diese Behauptung umstritten.
1996 wurde er als privater Banker bei der Crédit Suisse angestellt, und wechselte 1998 zur Barclays Bank. Im Oktober 2001 startete Birkenfeld seine Tätigkeit bei der UBS in Genf, Schweiz, wiederum als privater Banker für Dienstleistungen in der Vermögensverwaltung. In dieser Funktion war er hauptsächlich dafür verantwortlich, wohlhabende Amerikaner zu überzeugen, ihre Guthaben auf die UBS Bank zu transferieren und ihnen zu ermöglichen, ihr Kapital mit Hilfe der strengen Schweizer Gesetze zum Bankgeheimnis zu verstecken und so zu vermeiden, in den USA Steuern zahlen zu müssen. Obgleich es der UBS nicht erlaubt war, in den USA Beratungen für Investitionen durchzuführen, logen Birkenfeld und andere entsprechende Angestellte über den Zweck ihrer Reisen in die USA. Birkenfeld beriet amerikanische Klienten, wie Nachforschungen der amerikanischen Steuerbehörde Internal Revenue Service (IRS) vermieden werden konnten, einschließlich der Einlagerung von Bargeld und Juwelen in Schweizer Bankschließfächern.
Nach Aussage von Birkenfeld sponserte die UBS Veranstaltungen wie zum Beispiel Kunstausstellungen und Yachtrennen in den Vereinigten Staaten, um wohlhabende Leute als mögliche Klienten anzulocken. Die Veranstaltungen gaben ihren in der Schweiz ansässigen Bankern, die im Wesentlichen als Verkäufer agierten, die das Produkt „Schweizer Steueroase“ anboten, eine Möglichkeit mit dem Reichen in Kontakt zu treten, um Geschäfte zu zementieren, was unter dem US-Bankengesetz illegal war.
Einer von Birkenfelds wohlhabendsten Klienten war ein kalifornischer Immobilienmagnat, Igor Olenicoff, ein Milliardär, den er während seiner Tätigkeit bei Barclays getroffen hatte und bei seinem Wechsel zur UBS als Klient mitbrachte. 2001 gab es ein Treffen zwischen Olenicoff und Birkenfeld in Genf, in dessen Folge 200 Millionen Dollar zur UBS transferiert wurden, auf die Olenicoff mittels Kreditkarten zugreifen konnte, die ihm von Birkenfeld geliefert wurden. Birkenfeld führte Olenicoff angeblich bei den Bankern ein, die ihm halfen, Offshore-Firmen zu gründen, um seine Vermögenswerte zu verstecken und Steuern zu vermeiden.
Olenicoff bekannte sich später der Steuerflucht schuldig und hat eine Geldstrafe von 52 Millionen Dollar gezahlt, aber eine Gefängnisstrafe vermieden. Das Justizministerium hat Birkenfeld schließlich wegen seiner Rolle als Olenicoffs Helfer bei der Steuerhinterziehung verfolgt.

## Whistleblowing und Verhaftung

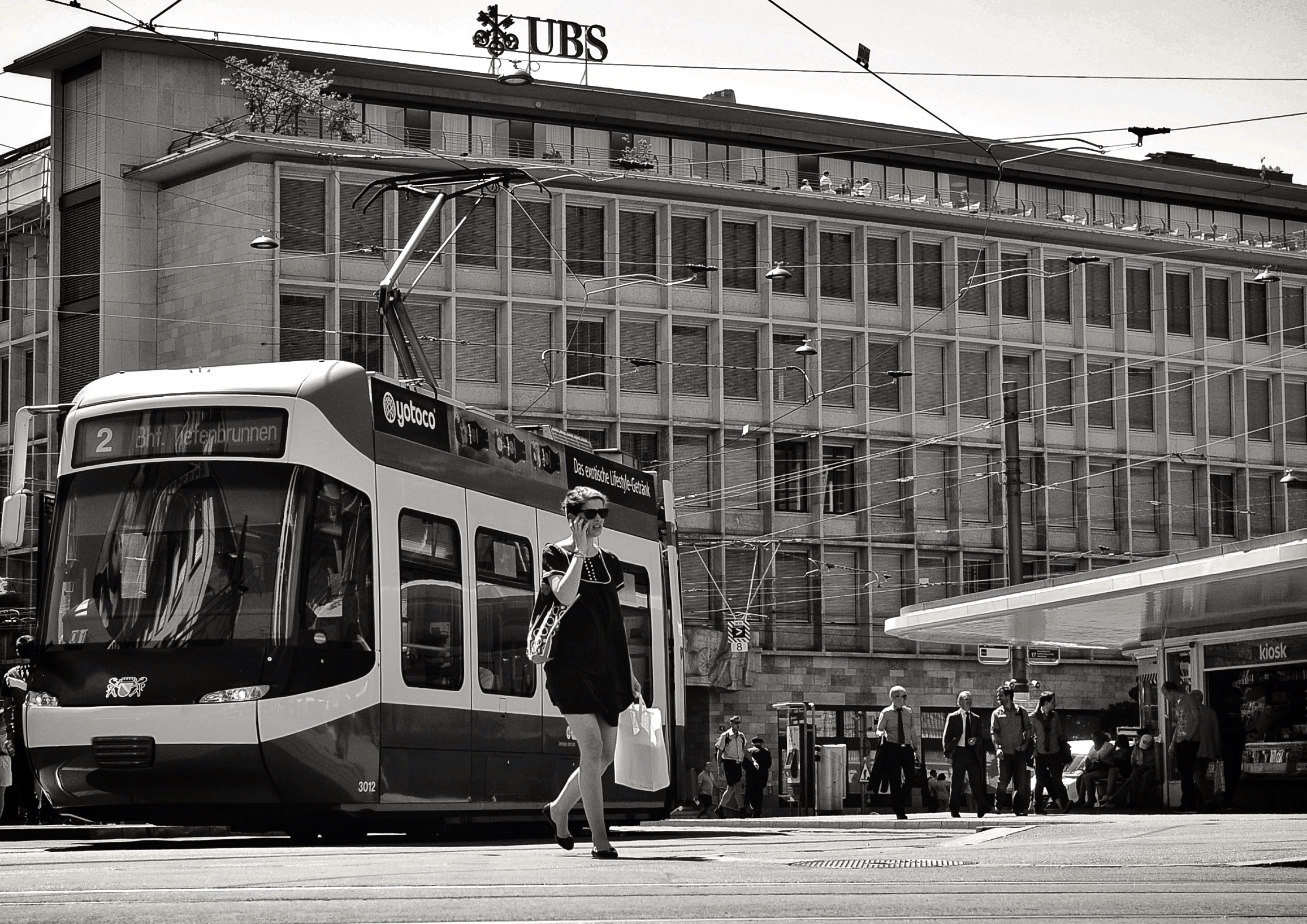
Birkenfeld arbeitete bei der UBS von 2001 bis 2005 als Privatbankier.

Laut seiner Aussage erfuhr Birkenfeld im Jahr 2005, dass die UBS-Geschäfte mit amerikanischen Kunden eine Vereinbarung zwischen der Bank und dem IRS verletzten. Er schied bei der UBS am 5. Oktober 2005 aus, nachdem er ein internes, von der Rechtsabteilung der UBS vorbereitetes Dokument gelesen hatte, das verbotene, grenzüberschreitende Bankaktivitäten in den Vereinigten Staaten beschrieb. Die Verbote standen im Gegensatz zu der Stellenbeschreibung von Vermögensverwaltern, die amerikanische Kunden in den Vereinigten Staaten bedienten. Birkenfeld glaubt, dass das Memorandum vorbereitet worden war, um der UBS juristische Rückendeckung zu geben, sollten von der Bank sanktionierte illegale Aktivitäten aufgedeckt werden. Die Bank könnte dann die Schuld auf ihre Angestellten schieben.
Er beschwerte sich folglich bei den UBS Compliance-Beauftragten über die „unfairen und trügerischen Geschäftspraktiken“ der Bank. Laut seiner Aussage schrieb Birkenfeld, als er keine Antwort erhielt, drei Monate später an Peter Kurer, der zu diesem Zeitpunkt Chefjustiziar der UBS war, über die illegalen Praktiken. Nachdem er die UBS verlassen hatte, wurde er Partner der Union Charter Ltd., bei der er sich auf die Vermögensverwaltung spezialisierte.
2007 entschied Birkenfeld, dem Justizministerium mitzuteilen, was er über illegale Geschäftspraktiken der UBS wusste. Gleichzeitig wollte er ein neues Bundesgesetz für Whistleblower nutzen, den Tax Relief and Health Care Act, durch den ihm bis zu 30 % jedes möglichen Steuereinkommens gezahlt würde, welches durch die Steuerbehörde Internal Revenue Service auf Grund seiner, Birkenfelds, Informationen wieder eingetrieben würde. Birkenfeld beanspruchte auch Immunität vor Strafverfolgung wegen seiner Beteiligung an den UBS-Transaktionen. Im April 2007 schickte Birkenfelds Anwalt dem amerikanischen Justizministerium eine Zusammenfassung von Birkenfelds Informationen und zeigte dessen Wunsch an, ein Whistleblower des Internal Revenue Service zu werden. Das amerikanische Justizministerium antwortete, dass es nicht Teil des Whistleblower-Programms des Internal Revenue Service sei und dass es Birkenfelds Immunität nicht bewilligen würde.
Dennoch hat Birkenfeld sich mit Vertretern des amerikanischen Justizministeriums getroffen. Als die Kommunikation zwischen Birkenfeld und dem amerikanischen Justizministerium stockte, wandte Birkenfeld sich an die US-Wertpapieraufsichtsbehörde (Securities and Exchange Commission), den Internal Revenue Service und den US-Senat.
Im April 2008 erklärten Birkenfelds Rechtsanwälte dem amerikanischen Justizministerium, dass er das amerikanische Justizministerium im Gegenzug für Immunität unterstützen würde. Birkenfeld wurde in Boston am 7. Mai 2008 verhaftet, als er, aus der Schweiz kommend, das Flugzeug am Flughafen Logan verließ und wurde beim US-Amtsgericht des südlichen Bezirks von Florida in Fort Lauderdale am 13. Mai angeklagt.
Die Staatsanwaltschaft in dem Verfahren, der Senior Counsel für Rechtsstreitigkeiten bei der Steuer-Abteilung des amerikanischen Justizministeriums Kevin M. Downing, rechtfertigte Birkenfelds Strafverfolgung damit, dass er behauptete, dieser habe versäumt, seine Klienten zu nennen, insbesondere Igor Olenicoff. Downing sagte: „Im Hinblick auf die Whistleblower: diejenigen, die als wahre Whistleblower behandelt werden möchten, sollten wissen, dass sie sich frühzeitig melden und vollständige und wahrheitsgemäße Angaben machen müssen.... Herr Birkenfeld hat sich nicht gemeldet und vollständige und wahrheitsgemäße Angaben gemacht. Daher kann er nicht als Whistleblower anerkannt werden.“
Birkenfeld kündigte seine Position bei Union Charter am 3. Juni 2008, nachdem er zugestimmt hatte, sich schuldig zu bekennen. Am 19. Juni bekannte Birkenfeld sich schuldig in einem einzelnen Fall der Verschwörung, die Vereinigten Staaten betrogen zu haben. Bei seiner anschließenden Anhörung zum Strafmaß, hat der Ankläger des amerikanischen Justizministeriums Kevin M. Downing zugegeben, dass die Vereinigten Staaten den „massiven Betrugsplan“ der UBS ohne Birkenfelds Unterstützung nicht hätte zusammenfügen können.

## Verurteilung und Haftstrafe
Am 21. August 2009 wurde Birkenfeld, obwohl die Staatsanwaltschaft 30 Monate empfohlen hatte, vom US-Bezirksrichter William Zloch zu 40 Monaten Gefängnis und einer Geldstrafe von 30.000 Dollar verurteilt. Downing beantragte, dass der Richter Birkenfeld für 90 Tage in Freiheit lassen solle, damit dieser die Zusammenarbeit mit dem amerikanischen Justizministerium fortsetzen könne, wonach die Staatsanwaltschaft ein geringeres Strafmaß beantragen könnte. Zu den Parteien, die dem Gericht Briefe mit der Bitte um Nachsicht schickten, gehörte auch US-Senator Carl Levin (D-MI), der als Leiter des Ständigen Unterausschusses für Untersuchungen des Senatsausschusses für Heimatschutz Anhörungen zum UBS Steuerhinterziehungsskandal durchführte, der Internal Revenue Service und die US-Wertpapier- und Börsenaufsichtsbehörde.
Kevin Downing, der Hauptankläger, hatte erklärt, dass Birkenfeld kein Whistleblower sei, doch der Internal Revenue Service hat Birkenfeld den Whistleblower Status schließlich zuerkannt. Birkenfeld und seine Rechtsanwälte behaupten, dass sie das amerikanische Justizministerium gebeten hatten, ihn für eine Aussage formal vorzuladen, da andernfalls seine Preisgabe von vertraulichen Kundendaten das Schweizer Bankrecht von 1934 verletzen und zu seiner Verhaftung bei seiner Rückkehr in die Schweiz führen würde, wo er sich niedergelassen hatte. Das Bankgeheimnis ist im Schweizer Gesetz verankert und die Offenbarung von Informationen über Kunden ist eine Straftat. Das amerikanische Justizministerium lehnte ab, dies zu tun.
Während Downing vor Gericht behauptete, dass Birkenfeld über seine Beziehung zu seinen Kunden nichts gemeldet habe, speziell nicht über Olenicoff, hatte er in Wirklichkeit Informationen über Olenicoff an den Internal Revenue Service, die US-Wertpapier- und Börsenaufsichtsbehörde und den Ständigen Unterausschusses für Untersuchungen des Senatsausschusses für Heimatschutz weitergegeben. Am 9. Oktober 2007 hat der Ständige Unterausschuss Birkenfeld formal vorgeladen, wobei er rechtliche Absicherung zubilligte in Bezug auf die illegalen Geschäftspraktiken der UBS, die dieser dem Ausschuss detailliert schilderte, mit Namen und Beweisen. Selbst Downing räumte bei Gericht ein, dass es ohne die Informationen, die Birkenfeld an die US-Regierung geliefert hat, kein Verfahren gegen die UBS gegeben hätte. Was Birkenfeld und seine Anwälte behaupten, war, dass eine falsche Darstellung seiner Zusammenarbeit mit der Regierung durch Downing als Grundlage für die Einleitung rechtlicher Schritte zur Überprüfung und Reduzierung seiner Strafe gedient hat.
Birkenfeld trat seine Strafe von 40 Monaten in der Bundesvollzugsanstalt, Schuylkill County in Minersville, Pennsylvania am 8. Januar 2010 an.
Birkenfeld legte keine Berufung ein. Am 5. Januar 2010 beantragte Birkenfeld offiziell, dass der Generalbundesanwalt der Vereinigten Staaten Eric Holder angebliches Fehlverhalten der Staatsanwaltschaft untersuchen sollte und behauptete, dass Beamte des amerikanischen Justizministeriums gegenüber dem Richter irreführende Aussagen gemacht hätten. Am 15. April 2010 reichten seine Rechtsanwälte einen Antrag für die Umwandlung des Urteils ein. Birkenfeld wurde im August 2012 aus der Haft entlassen.

## Kritik an der Strafverfolgung
Verschiedene Interessenverbände weltweit forderten, dass der Generalbundesanwalt der Vereinigten Staaten Eric Holder den Fall Birkenfeld neu bewerten solle. Ein Brief des nationalen Whistleblower-Zentrums [in Washington] besagt, dass die „zerstörerische Auswirkung der Verurteilung von Herrn Birkenfeld radikal die Fähigkeit des Strafvollzugs untergräbt, zu ermitteln, zu verfolgen und illegale Offshore-Bankgeschäfte zu verhindern“.
Stephen M. Kohn, einer der Rechtsanwälte Birkenfelds, hat Reportern bei einer Pressekonferenz am Tag, von Birkenfelds Haftantritt erklärt, dass dessen Verhaftung die Bemühungen der Regierung erheblich erschweren würde, Steuerhinterzieher dingfest zu machen, da sie mögliche Whistleblower im Bankensektor entmutige. Kohn vertrat die Ansicht, dass „…dies eine abschreckende Wirkung auf die Bereitwilligkeit anderer Banker hat, vorzutreten und das Richtige zu tun“.
Nachdem Birkenfeld im Jahr 2007 den UBS Steuerhinterziehungsskandal aufdeckte, ist die Schweizer Bank in der Lage gewesen, eine Strafverfolgung in den Vereinigten Staaten auf Grund von Vereinbarungen über die Aussetzung der Strafverfolgung mit dem amerikanischen Justizministerium zu vermeiden. Die in der Folge erhobenen Geldstrafen im Steuerhinterziehungsskandal, im Fall der Marktmanipulation mit ARS auction rate securities Anleihen im Jahr 2008 und im Fall der Kursmanipulation mit Derivaten von Kommunalobligationen im Jahr 2011 hatten scheinbar wenig abschreckende Wirkung auf die Bank. US-Vertreter Peter Welch (D-VT) erklärte gegenüber der New York Times im Juli 2012:
„Es ist deprimierend. Das Justizministerium muss entscheiden: Sind die Tage von Vergleichsurteilen und Regelungen, bei denen man eine Geldstrafe bezahlt, die an die Aktionäre weitergegeben wird, sind jene Tage vorüber? Sind die Tage von Gefängnisstrafen angebrochen?“
Im November 2008 klagte ein amerikanisches Geschworenengericht (US Federal Grand Jury) Birkenfelds ehemaligen Chef Raoul Weil aufgrund der Untersuchung der US-Cross-Border-Geschäfte der UBS an. Weil war Chief Executive Officer der Global Wealth Management & Business Banking Einheit der UBS und ein Mitglied der UBS Konzernleitung (Group Executive Board). UBS hat im Mai 2009 schließlich die Verbindung zu Weil abgebrochen. Weil wurde an die USA ausgeliefert, im Jahr 2014 freigesprochen.
Seit Birkenfelds Verhaftung und Einkerkerung waren Whistleblowern im Bankensektor Mangelware. Der ehemalige UBS Banker Renzo Gadola, dessen Name Birkenfeld an die Bundesbehörden weitergegeben hatte, wurde 2010 verhaftet. Gadola, der die RG Investment Partners (Zürich) gründete, nachdem er die UBS verlassen hatte, bekannte sich der Beihilfe zum Betrug der Vereinigten Staaten schuldig, indem er amerikanischen Bürgern ermöglichte über Offshore-Firmen Steuern zu hinterziehen. Im November 2011 wurde Gadola zu fünf Monaten Gefängnis auf Bewährung und einer Geldstrafe von 100 $ verurteilt. Anders als Birkenfeld, der freiwillig Informationen geliefert hatte, arbeitete Gadola nicht mit der amerikanischen Staatsanwaltschaft zusammen, bevor er inhaftiert wurde.

## UBS-Regelung
Gestützt auf die Ergebnisse einer Untersuchung, die im März 2008 begann, kam das amerikanische Justizministerium zu dem Schluss, dass interne Prüfungen der UBS zu Birkenfelds Behauptungen „nicht die vorhandenen Beweise der privaten Kommunikationen der Banker mit US-Klienten auswerteten oder ihnen nachgingen“. Das amerikanische Justizministerium entwickelte ein Strafverfahren gegen die UBS, das die Lizenz der UBS, in den Vereinigten Staaten operativ tätig zu sein, bedrohte. Die UBS kündigte an, dass sie ab Juli 2008 Cross-Border-Private-Banking-Dienstleistungen für in den USA wohnende Kunden durch ihre nicht-US-geregelten Einheiten einstellen würde.
Am 18. Februar 2009 stimmte die UBS zu, eine Geldstrafe von 780 Millionen Dollar an die US-Regierung zu zahlen und schloss ein Abkommen über die Aussetzung der Strafverfolgung (Deferred Prosecution Agreement) wegen des Vorwurfs der Konspiration, die Vereinigten Staaten durch Behinderung der Steuereinzugsbemühungen des IRS zu betrügen. Von den 780 Millionen Dollar, die die UBS der US-Regierung zahlte, stammten 380 Millionen Dollar aus der Abschöpfung von Gewinnen aus ihren Cross-Border-Geschäften, während der Rest die US-Steuern repräsentierte, die UBS für die Konten nicht abgeführt hatte. Die Zahlen schließen Zinsen, Strafen und Rückerstattung für unbezahlte Steuern ein.
Als Teil des Abkommens regelte die UBS auch Gebühren der Börsenaufsichtsbehörde für Tätigkeiten als ein nicht registrierter Broker/Händler und als Anlageberater für Amerikaner. Zusätzlich zahlte die UBS 200 Millionen Dollar für Regelung mit der US-Wertpapier- und Börsenaufsichtsbehörde (SEC) um ein Verfahren wegen angeblichen Verhaltens der UBS zu vermeiden, dass die Firma die Möglichkeit bestimmter US-Klienten erleichtert habe, heimliche Konten in der Schweiz und in anderen ausländischen Staaten zu führen, die diese Klienten befähigt haben, die Zahlung von Steuern für die Vermögenswerte auf jenen Konten zu vermeiden. Um zusätzliche Geldstrafen zu vermeiden, gab die UBS im Juli 2009 die Namen von 4.500 Amerikanern bekannt, die Offshore-Konten bei der UBS besaßen.

## IRS-Belohnung
Im Jahr 2010 schätzte IRS-Kommissar Douglas Shulman, dass das UBS-Steuerhinterziehungsmodell Gewinne von bis zu 200 Millionen Dollar pro Jahr aus einem Vermögen von 20 Milliarden Dollar auf nicht angemeldeten, geheimen Bankkonten von rund 20.000 amerikanischen Steuerzahlern generiert hat. Die Birkenfeld Enthüllungen führten dazu, dass die amerikanische Steuerbehörde Internal Revenue Service Amnestie Programme für Amerikaner anbot, die ihr Vermögen in Offshore-Konten versteckt hatten.
Im September 2012 belohnte das IRS-Whistleblower-Büro Birkenfeld mit 104 Millionen Dollar als Whistleblower. Es war die größte jemals ausbezahlte Belohnung an einen Whistleblower, sei es an eine Einzelperson oder eine Gruppe. Birkenfeld empfing die Belohnung aus dem Whistleblower Programm des Internal Revenue Service, das Informanten einen Prozentsatz des Geldes gibt, das die US-Regierung zurückgewinnt, wenn der Betrug aufgedeckt ist. Die Belohnung wurde auf der Basis von 400 Millionen Dollar an von der UBS zurückgeholten Steuern errechnet und stellt eine 26%ige Prämie dar.
Der IRS begründete seine Entscheidung mit der „außergewöhnlichen Zusammenarbeit“ Birkenfelds und der „Breite und Tiefe“ der Informationen, die er zur Verfügung gestellt hat, was zu „beispiellosen Aktionen“ gegen die UBS führte. Der IRS verwendete die Informationen, um im Jahr 2009 mit der UBS über eine Regelung von 780 Millionen Dollar zu verhandeln. Im Rahmen dieses Abkommens gab die UBS zu, US-Klienten beim Steuerbetrug geholfen zu haben. Die Bank übergab später die Namen von fast 5.000 US-Klienten, mutmaßlichen Steuerhinterziehern. IRS-Amnestieprogramme haben seitdem 5 Milliarden Dollar von den Personen eingesammelt, die am illegalen UBS-System teilgenommen haben, was auf den Informationen basierte, die von Birkenfeld zur Verfügung gestellt wurden.

## Olenicoff-Prozess
Im Jahr 2008 wurden die UBS, Birkenfeld, die Union Charter und ihr Besitzer David Schwedel in einem 500.000.000-Dollar-Prozess von Igor Olenicoff beschuldigt, ihn zu seinem Steuerbetrug geraten zu haben. Die Klage wurde im April 2012 abgewiesen. Birkenfeld hat danach beim Bundesgericht eine Klage gegen Olenicoff eingereicht, um seine Kosten für die Verteidigung in diesem Prozess zurückzubekommen.

## Prozess wegen fehlerhafter Rechtsberatung
Im November 2012 verklagte Birkenfeld die Firma Schertler & Onorato und die Rechtsanwälte David Dickieson, Danny Onorato, David Schertler und Peter Taylor, weil sie nicht in der Lage gewesen waren, für ihn den Whistleblower-Schutz von der Bundesregierung zu erstreiten. In seiner Klage machte Birkenfeld geltend, dass Schertler & Onorato und deren Anwälte sich [ihm] fälschlicherweise als erfahren und sachkundig in den bundesstaatlichen Whistleblowing Gesetzen und Verfahren vorgestellt hätten, „obwohl sie tatsächlich nur eine sehr begrenzte Erfahrung auf diesem Gebiet besitzen“. Beanstandung unter Pkt 14, Birkenfeld gegen Schertler & Onorato, LLP, Zivilrechtsstreit-Nr. 0008397-12 (DC Super.Ct. Okt. 31, 2012). Birkenfeld behauptete auch, dass die Rechtsanwälte von Schertler & Onorato seine konstitutionellen Rechte verletzt hätten, als sie in einer Sitzung mit Bundesstaatsanwälten diesen nicht widersprachen, er, Birkenfeld, könne nicht Beamte des IRS und des Senats der Vereinigten Staaten treffen.
Schertler & Onorato konterten, indem sie, wie im ursprünglichen Mandatsvertrag vom 23. Oktober 2007 vereinbart, 12,5 % aller Gelder einklagten, die Birkenfeld von der IRS als Belohnung erhalten hatte. In diesem Vertrag war eine Gebührenobergrenze von 80.000 $ vereinbart worden. Ein zweiter Mandatsvertrag wurde am 9. Mai 2008 geschlossen mit einer weiteren Gebühr von 50.000 $. Kohn, Kohn & Colapinto, die Birkenfeld in dem Gebührenstreit vertrat, behauptete, dass der zweite Mandatsvertrag die erste außer Kraft setze und die ursprüngliche ersetze. Kohn, Kohn & Colapinto hatten den Fall Birkenfelds übernommen, nachdem Birkenfeld Schertler & Onorato entlassen hatte, und sie repräsentierten ihn, als er seine IRS-Belohnung erhielt.
Birkenfeld reichte seine Klage auch bei der Rechtsanwalt-/Klienten-Schlichtungsstelle des Bezirks von Columbia ein, um den Gebührenstreit beizulegen. Am 31. Oktober 2013 beendeten beide Seiten ihren Rechtsstreit für eine ungenannte Summe und Birkenfeld zog seine Anklage zurück.

## Bewährung
Brad Birkenfelds dreijährige Bewährungszeit dauerte bis Ende November 2015. Im Dezember 2014 ersuchte Birkenfelds Rechtsanwalt das US-Amtsgericht, seine Bewährungszeit zu beenden oder sie so zu ändern, dass er ins Ausland reisen könne. Nach Aussage von Gerald Greenberg, der das Gesuch einreichte, beabsichtigte Birkenfeld, nach Europa zu ziehen, sobald seine Bewährungszeit beendet war.
Das Gesuch erwähnte karitative Projekte, bei denen Birkenfeld sich während seiner Bewährungszeit engagiert hatte. Birkenfeld erlaubte benachteiligten Kindern, seine Luxussuite während der Boston Bruins Hockeyspiele zu benutzen und spendete der Boston Polizei-Abteilung sechs elektrische Fahrräder nach den Bombenanschlägen beim Boston-Marathon. Am 20. Januar 2015 wurde ein zweites Gesuch, seine Bewährungszeit zu beenden, und ihm zu erlauben, nach Europa zu ziehen, beim gleichen Gericht beim gleichen Richter eingereicht, der das erste Gesuch auf Anraten des Justizministeriums abgelehnt hatte. Birkenfelds zweites Gesuch wies auf die Behandlung des auf Bewährung entlassenen Igor Olenicoff hin, dem erlaubt worden war, die USA zu verlassen und wegen einer Hochzeit nach Griechenland zu fahren. Das Gesuch erwähnte auch die vorzeitige Beendigung der Bewährungszeit des UBS Klienten John McCarthy, der auf Grund der Informationen, die Birkenfeld zur Verfügung gestellt hatte, verurteilt worden war, weil er 1 Million Dollar auf Nummernkonten in der Schweiz versteckt hatte. Ebenso war der Fall von Martin Liechti, Birkenfelds Chef, in dem Gesuch zitiert. Liechti handelte mit der Regierung eine Vereinbarung über einen Verzicht auf Strafverfolgung aus, und musste daher nicht ins Gefängnis.

## Sondierung bei der UBS Frankreich
Im Januar 2015 wurde Birkenfeld von einem französischen Untersuchungsrichter wegen Anstiftung französischer Staatsbürger bei der UBS zur Steuerhinterziehung und Steuerbetrug vorgeladen. Die Vorladung unter Strafandrohung wurde in einer Akte festgehalten, bevor das Gericht Birkenfelds Bewährungsstrafe festgestellt hatte. Diese Akte war der Grund, dass das US-Justizministerium genehmigte, Birkenfeld nach Frankreich reisen zu lassen, um gegen die UBS auszusagen.
Am 17. Februar 2015 gab Bundesrichter William Zloch Birkenfeld die Erlaubnis, vor Richter Guillaume Daieff in Frankreich zu erscheinen. Birkenfeld wurde erlaubt vom 27. Februar bis 1. März 2015 nach Frankreich zu reisen, um vor dem französischen Gericht auszusagen. Das französische Gericht prüfte Vorwürfe, dass die UBS Schweizer Nummernkonten an französische Bürger vergibt, damit diese ihr Vermögen verstecken können. Laut der Schweizer Zeitung Le Temps muss die UBS für ihre mutmaßliche Rolle in der Steuerhinterziehungsaffaire mit Geldstrafen von bis fünf Milliarden Euro rechnen.

## Veröffentlichung
Im November 2016 veröffentlichte Bradley Birkenfeld sein Buch Lucifer’s Banker bei der Greenleaf Book Group. Im Jahr 2017 veröffentlichte der deutsche FinanzBuch Verlag das Buch in Deutschland unter dem Titel Des Teufels Banker. Das Buch wurde in bekannten Zeitschriften und Zeitungen wie Die Zeit, Frankfurter Allgemeine, Handelsblatt und Neue Zürcher Zeitung besprochen.

## Werke
- Des Teufels Bankers (2017, dt.: Lucifer's Banker. Greenleaf Book Group 2016, ISBN 978-3-95972-050-2)